# Sovljak (gmina Bogatić)
Sovljak (cyr. Совљак) – wieś w Serbii, w okręgu maczwańskim, w gminie Bogatić. W 2011 roku liczyła 554 mieszkańców.